# Состояние рассудка
«Состояние рассудка» (англ. Three Christs / State of Mind) — американский драматический фильм 2017 года, снятый, спродюсированный и написанный в соавторстве Джоном Эвнетом и основанный на документальной книге Милтона Рокича «Три Христа Ипсиланти». Он был показан в разделе гала-презентаций на Международном кинофестивале в Торонто в 2017 году.

## Сюжет
Доктор Алан Стоун, прогрессивный психолог-идеалист, бросил Нью-Йоркский университет, чтобы работать непосредственно с пациентами в государственной психиатрической больнице Ипсиланти. Стоун, чей интерес сосредоточен на больных шизофренией, широко известен своей критикой системы оказания психиатрической помощи. В 1950-х годах людей с психическими заболеваниями в основном содержали учреждениях, лечение заключалось в приёме успокоительных, инсулиновой шоковой терапии и использовании электрошока, психотерапия была лишь маргинальным явлением.
В Ипсиланти Стоун встречает двух пациентов, считающих каждый себя Иисусом Христом: интеллектуала Джозефа Касселла и грубого Клайда Бенсона. Психолог разрабатывает формат групповой беседы, построенной на сходстве бреда пациентов. Он переводит другого пациента, который также считает себя Христом, Леона Габора, в Ипсиланти, и собирает троих мужчин вместе, чтобы изучить их поведение. Исходные проблемы у всех разные: Габор всю жизнь страдал от своей глубоко религиозной матери, а также был травмирован многочисленными изнасилованиями со стороны человека, с которым он сталкивался, будучи солдатом. Бенсон не смог справиться со смертью любимой жены от последствий аборта. Кассел склонен к вспышкам гнева. Вопреки скептицизму многих коллег, в том числе главы учреждения доктора Орбуса, Стоун обходится без физических наказаний. Ему в самом деле удаётся достучаться до пациентов, разговаривая с ними и отправляя им письма от важных для них отправителей — в частности, от имени Орбуса, который сам изначально не хотел этим заниматься.
Когда он со своим новым подходом попадает на обложку профессионального журнала, это вызывает зависть у доктора Орбуса, который хочет получить долю славы и пытается начать участвовать в лечении. Поскольку Стоун сдержанно реагирует на очевидную тягу Орбуса к престижу, последний в конце концов начинает действовать мимо коллеги. Выясняется обман с авторством писем. Кассел чувствует себя преданным Стоуном и оставленным Орбусом. Его надежды покинуть клинику тают, у него случается приступ гнева, и Орбус приказывает возобновить электрошок. Стоун нападает на медбрата, сам получает травму, но у него не получается остановить процесс.
Орбус увольняет Стоуна и пытается продолжать ведение терапии.
Однако Кассел, заметивший, что Стоун хотел его спасти, а затем исчез, больше не доверяет Орбусу. Во время разговора на колокольне часовни с Орбусом он выпрыгивает из окна и погибает.
Стоун на слушании дела перед попечителями больницы обвиняет Орбуса в принятии небрежных решений. Он также истолковывает последние слова Кассела, согласно которым тот не только покончил жизнь самоубийством, чтобы освободиться, но прежде всего отдал свою жизнь, чтобы искупить грехи Орбуса, как Иисус искупил грехи человечества. Слушание заканчивается увольнением Стоуна, однако ему предоставлено разрешение и средства для продолжения исследования оставшихся двух пациентов в Нью-Йорке. Орбус формально остается на своём посту, но лишается права принимать решения до выхода на пенсию.
Фильм завершается аннотацией: хотя терапевтический подход Стоуна в конечном итоге не оказался эффективным, он сам помог ему.
В финальной сцене Стоун занимает место мёртвого Кассела, играя в карты с двумя Иисусами.

## В ролях
- Ричард Гир — доктор Алан Стоун
- Джулианна Маргулис — Рут Стоун
- Питер Динклейдж — Джозеф Кассел
- Уолтон Гоггинс — Леон Габор
- Бенсон Клайд — Клайд Бенсон
- Кевин Поллак — доктор Орбус
- Шарлотта Хоуп — Бекки Хендерсон
- Стивен Рут — доктор Билл Роджерс
- Джейн Александер — доктор Абрамс
- Джеймс Монро Иглхарт — Бенни
- Джулиан Акоста — доктор Франциско
- Дэнни Деферрари — Нейл
- Крис Банноу — Луис
- Кэтрин Скотт — Виктория Роджерс
- Кристина Шерер — Кэролин
- Нэнси Робинетт — миссис Габор
- Рипли Собо — Молли Стоун

## Производство
Фильм представляет собой адаптацию «Трёх Христов Ипсиланти», подробного психиатрического исследования Рокича 1964 года, в которое были включены три пациента, чьи параноидальные шизофренические заблуждения заставляют каждого из них верить, что он — Иисус Христос.
Съёмки начались летом 2016 года в Нью-Йорке. В фильм вошли три короткие сцены, снятые в центре города Ипсиланти.

## Выпуск
Мировая премьера фильма состоялась в разделе гала-презентаций на Международном кинофестивале в Торонто в 2017 году. Он был выпущен в кинотеатрах и на видео по запросу компанией IFC Films 10 января 2020 года, 16 июня 2020 — на Shout Factory.

## Критика
На агрегаторе рецензий Rotten Tomatoes фильм имеет рейтинг одобрения 43 % на основе 51 рецензии со средней оценкой 5,3/10. На Metacritic фильм получил средневзвешенный балл 39 из 100, основанный на 13 отзывах, что указывает на «в целом неблагоприятные отзывы».